# Fernsehpitaval: Der Fall Hoefle
Der Fall Hoefle ist ein Kriminalfilm der Reihe Fernsehpitaval des Deutschen Fernsehfunks von Wolfgang Luderer aus dem Jahr 1960.

## Handlung
Klara Hoefle wird ins Gefängnis Moabit bestellt, damit sie sich von ihrem dort soeben verstorbenen Mann, den ehemaligen Reichspostminister der Weimarer Republik Anton Hoefle, verabschieden kann. Sie behauptet, dass ihr Mann  ermordet wurde und stellt die Frage, wie das hier im Gefängnis passieren konnte. Darauf versucht der Film eine Antwort zu geben.
Es beginnt mit dem Einzug der Familie Hoefle in eine Villa in Berlin. Besonders stolz ist Klara Hoefle auf den Erwerb eines Flügels, den sie benötigt, um standesgemäß ihre Feste mit den besten Sängern aufpolieren zu können, auch wenn ihr Mann zu bedenken gibt, dass sie nicht so viel Geld zur Verfügung haben. Während dieser Unterhaltung erscheint der Prälat Deodatus zu einem Gespräch mit Hoefle und es geht um die bestmögliche weitere Regierungsbeteiligung der Deutschen Zentrumspartei nach den letzten Wahlen vom 7. Dezember 1924 zum Deutschen Reichstag, denn sowohl die Sozialdemokraten sowie auch die Deutschnationalen benötigen die Koalition mit ihnen zur Regierungsbildung. Es besteht die Absicht, das Postministerium abzugeben, was auch Hoefles Zustimmung findet, nachdem ihm Deodatus versichert hat, dass er dafür ein anderes Ministerium übernehmen kann.
Der nächste Weg führt Deodatus zu dem hochrangigen Politiker  der Deutschnationalen Partei Graf Westarp, dem er seine Bedingungen für eine Koalition vorträgt, wozu auch die Übertragung von vier Ministerien gehört. Da sich der Prälat nicht von seinen Forderungen abbringen lässt, bestellt Graf Westarp anschließend den Journalisten Stehrer von der Zeitschrift Börsenblatt zu sich, um ihn um Unterstützung zu bitten. Es muss in seinen Augen etwas geschehen, um die Zentrumspartei von ihrem hohen Ross herunterzuholen. Er fordert einen Schuss vor den Bug und Stehrer hat auch sofort eine Idee. Es geht um den aktuellen Barmat-Skandal, in den auch der Reichspostminister Hoefle verwickelt ist. Die Reichspost hat den Gebrüdern Barmat für ihren überschuldeten Konzern einen zinsfreien Kredit in Höhe von 14,5 Millionen Reichsmark gewährt, ohne dass Sicherheiten vorhanden sind. Um dieses bekannt zu machen, lässt sich Stehrer einen Termin beim Oberstaatsanwalt Linde geben. Da die Öffentlichkeit bisher nur die SPD als regierende Partei im Blick hat, sorgt Stehrer dafür, dass auch die koalierende Zentrumspartei mit ihrem Postminister mehr ins Blickfeld gerät.
Durch die nun durchgeführten Untersuchungen kommt heraus, dass Anton Hoefle in der Vergangenheit mehrere private zinslose Darlehen von den Barmats erhalten hat. Nun gewinnt Graf Westarp wieder die Oberhand und fordert von Prälat Deodatus, dass Hoefle als Minister zurücktreten muss, da die Veröffentlichung dieser Zusammenhänge bereits in die Wege geleitet ist. Weitere Maßnahmen gegen die Zentrumspartei wollen sich die Deutschnationalen sparen, wenn sich das Zentrum von Hoefle distanziert und nur noch zwei Ministerien fordern. Auf sich allein gestellt, reicht Hoefle als Minister seinen Abschied ein und gibt auch sein Reichstagsmandat zurück. Das alles reicht Graf Westarp noch nicht, denn die Zentrumspartei kann immer noch mit der SPD zusammengehen, also muss ihr noch mehr Schaden zugefügt werden. Hier bietet sich an, dass Hoefle nach seiner Abdankung Unterlagen aus seinem Büro mit nach Hause nimmt und zum Teil verbrennt. Dass es sich hierbei um rein private Papiere handelt, lässt er nicht gelten und informiert den Oberstaatsanwalt darüber, der Anton Hoefle verhaften lässt, da Verdunklungsgefahr besteht.
Im Gefängnis erhält dieser die Mitteilung, dass er persönlich für den Kredit von 15,5 Millionen Reichsmark haftbar gemacht werden soll. Eine vorhergehende Bitte, auf sein krankes Herz Rücksicht zu nehmen, wird abgelehnt und man beginnt in seinem Haus die Wertsachen zu pfänden. Außerdem erhält er bereits mit seinem Einzug ins Gefängnis eine Rechnung für die Haftkosten von fünf Jahren in Höhe von 62.869,- Mark, obwohl noch nicht einmal eine Verhandlung stattgefunden hat. Im Gefängnis wird Hoefle, der hier bereits im Krankenbett liegt, von Assessor Caspari regelrecht genötigt, in Gegenwart von Amtsrichter Neubert, einen Offenbarungseid zu unterschreiben. Seine Bitte, diesen zuvor von seiner Frau lesen zu lassen, wird abgelehnt. Hoefle regt sich so über dieses Vorgehen auf, dass er von seinem Krankenpfleger, sofort eine Spritze bekommt, die ihm laut Anordnung des Justizarztes Medizinalrat Thiele alle zwei Stunden gegeben werden muss. Der Einwand des Patienten, dass dieses Mittel Gift für ihn ist, wird nicht akzeptiert. Der gerade zu Besuch kommende Hausarzt und Freund Hoefles Dr. Staudacher sucht eine Unterredung mit Thiele und muss dabei feststellen, dass dessen letzte Konsultation des Patienten bereits acht Wochen zurückliegt. Obwohl Hoefle im Sterben liegt, wird sein Hausarzt nicht mehr zu ihm vorgelassen, während Medizinalrat Thiele nur noch den Tod feststellen kann. Das Ergebnis der Obduktion wird so gedreht, dass man einen Selbstmord nicht ausschließen kann, was als Eingeständnis der Schuld Hoefles gedeutet wird.
Im Nachhinein wird Anton Hoefle von allen Vorwürfen freigesprochen. Dem Deutschen Reich ist wegen des Kredits der Reichspost an die Gebrüder Barmat keinerlei Schaden entstanden. Der Assessor Caspari, der an der Entwicklung dieses Vorgangs einen besonders großen Anteil hatte, wurde zwei Jahre später in der Öffentlichkeit wegen seines Übereifers disziplinarisch gerügt.

## Produktion und Veröffentlichung
Der Fernsehfilm erschien als 5. Folge der Filmreihe Fernsehpitaval und wurde am 19. Juni 1960 zum ersten Mal im DFF gesendet.
Das Buch wurde von Friedrich Karl Kaul, der auch die erläuternden Texte spricht, und Walter Jupé anhand authentischer Gerichtsakten verfasst. Für die Dramaturgie war Aenne Keller verantwortlich.

## Kritik
Im „Fernsehbuch“ der Berliner Zeitung heißt es: 

„Mit außergewöhnlicher dramatischer Dichte und Intensität wurden die Ereignisse um den ehemaligen Postminister Hoefle – führendes Mitglied der Zentrumspartei der Weimarer Zeit – von einem hervorragend spielenden und ausgezeichnet geführten Schauspielerkollektiv (Inszenierung: Wolf gang Luderer) gestaltet. Hoefle – vielleicht etwas zu sehr als Märtyrer gezeichnet mußte sterben, um die Zentrumspartei willfährig zu machen und Hindenburg den Weg zum Präsidentenstuhl dieser „Republik“ zu ebnen.“

In der Neuen Zeit schreibt G.W.: 

„Im ganzen ist dieses Fernsehspiel ein interessantes gesellschaftliches Sittenbild der Weimarer Republik, deren politische und geistige Atmosphäre in dichten Szenen eindrucksvoll eingefangen wurde.“